# Maytenus meridensis
Maytenus meridensis là một loài thực vật có hoa trong họ Dây gối. Loài này được (Pittier) Cuatrec. mô tả khoa học đầu tiên năm 1951.